# Embalse Huechún
Embalse Huechún är en reservoar i Chile.   Den ligger i regionen Región Metropolitana de Santiago, i den södra delen av landet, 40 km norr om huvudstaden Santiago de Chile. Embalse Huechún ligger 575 meter över havet.
Omgivningarna runt Embalse Huechún är i huvudsak ett öppet busklandskap. Runt Embalse Huechún är det ganska tätbefolkat, med 90 invånare per kvadratkilometer.